# سكونيات الهواء

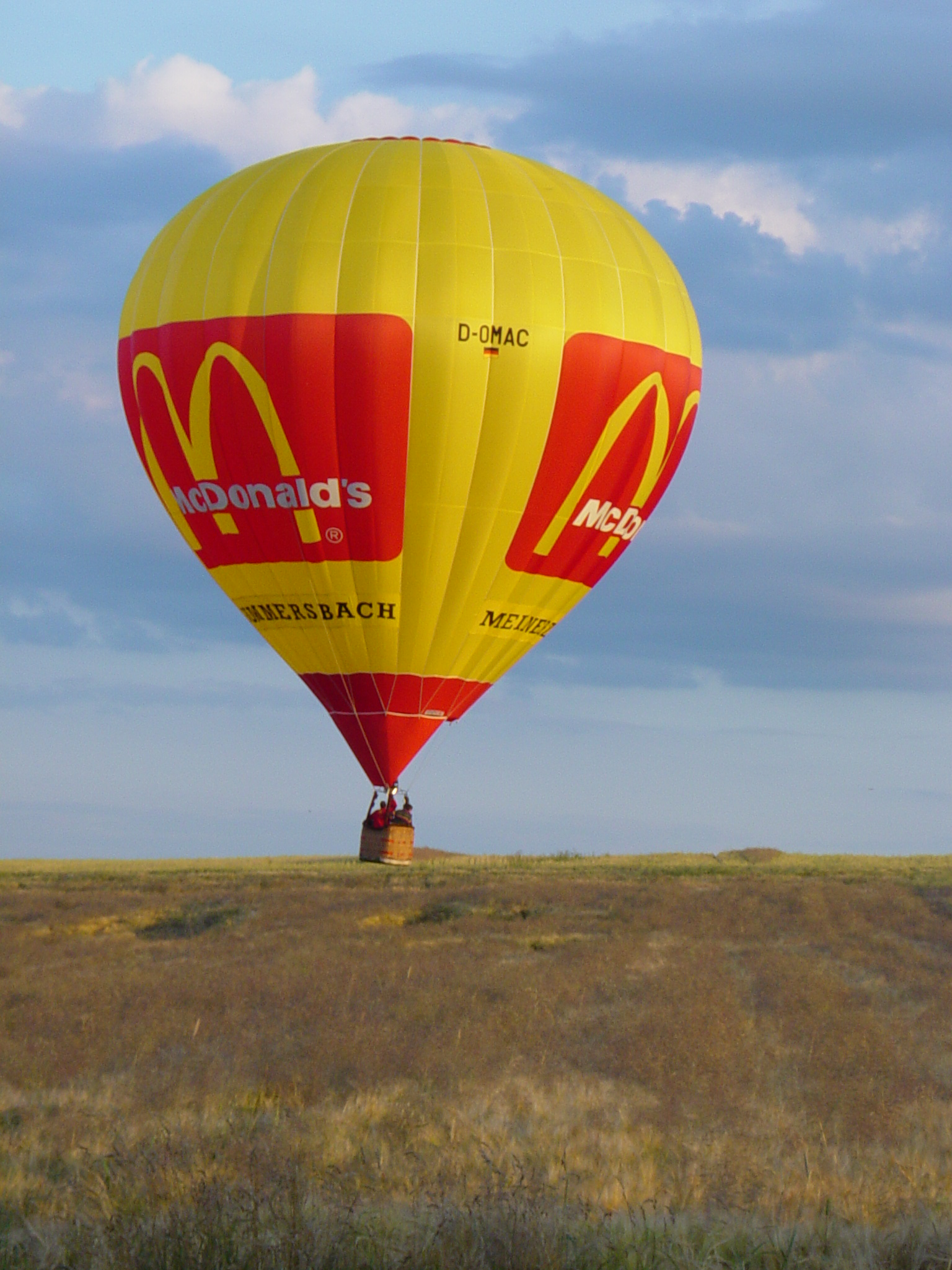
منطاد هواء ساخن أُنتِج من خلال تطبيق مبادئ سكون الهواء

سكونيات الهواء أو السكونيات الهوائية (بالإنجليزية: Aerostatics) هي حقل فرعي من سكونيات الموائع يختص بدراسة الغازات غير المتحركة بالنسبة إلى نظام الإحداثيات الذي يُعتبر فيه. تسمى الدراسة المقابلة للغازات أثناء الحركة بديناميكا الهواء.
تدرس سكونيات الهواء توزيع الكثافة خاصةً في الهواء. ومن تطبيقات ذلك صيغة تغير الضغط الجوي.
مركبة سكونية هوائية هي مركبة أخف من الهواء [الإنجليزية]
، مثل المُنطاد أو السفينة الهوائية، تستخدم مبادئ سكونيات الهواء للطفو.